# Norra Vaijavuoma
Norra Vaijavuoma är ett naturreservat i Pajala kommun i Norrbottens län.
Området är naturskyddat sedan 2009 och är 1,2 kvadratkilometer stort.  Reservatet består av öppen tallhed med många högresta och grova träd. 